# بيورن تور هانسن
بيورن تور هانسن (بالنرويجية البوكمول: Bjørn Tore Hansen)‏ هو لاعب كرة قدم نرويجي، ولد في 7 مارس 1966. لعب مع نادي بودو/غليمت.